# Fats Domino Presents Dave Bartholomew and His Great Big Band
| Recensione | Giudizio |
| ---------- | -------- |
| AllMusic   | [ 1 ]    |

Fats Domino Presents Dave Bartholomew and His Great Big Band è il primo album discografico solistico del trombettista jazz statunitense Dave Bartholomew, pubblicato dall'etichetta discografica Imperial Records nel 1961.

## Tracce
Lato A
1. Blueberry Hill – 2:26 (Al Lewis, Larry Stock, Vincent Rose)
2. Ain't That a Shame – 2:20 (Antoine Domino, Dave Bartholomew)
3. Troubles of My Own – 2:51 (Antoine Domino, Dave Bartholomew)
4. Blue Monday – 2:22 (Dave Bartholomew)
5. So Long – 2:03 (Antoine Domino, Dave Bartholomew)
6. Honey, Chile – 2:27 (Antoine Domino, Dave Bartholomew)

Lato B
1. I'm Walkin' – 2:11 (Antoine Domino, Dave Bartholomew)
2. Going to the River – 2:14 (Dave Bartholomew, Antoine Domino)
3. Let the Four Winds Blow – 1:54 (Dave Bartholomew, Antoine Domino)
4. I'm in Love Again – 1:38 (Antoine Domino, Dave Bartholomew)
5. The Fat Man – 1:57 (Antoine Domino, Dave Bartholomew)
6. Goin' Home – 3:43 (Antoine Domino, Al Young)

## Musicisti
- Dave Bartholomew - tromba
- Eddie Nash - tromba
- Clyde Kerr - tromba
- Waldren Joseph - trombone
- Frederick Doakes - trombone
- Wendell Eugene - trombone
- Meyer Kennedy - sassofono
- Warren Payne - sassofono
- Warren Bell - sassofono
- Clarence Hall - sassofono
- Clarence Ford - sassofono
- Bobby James - organo
- Frank Fields - contrabbasso
- Joseph Smokey Johnson - batteria
- Wardell Quezergue - arrangiamenti[2]